# Travie McCoy
Travis Lazarus "Travie" McCoy (Geneva, New York, 1981. augusztus 6. –) amerikai énekes, rapper. A Gym Class Heroes együttes tagja, melyet gyerekkori barátjával, Matt McGinleyvel alapított. Szólóalbuma, a Lazarus 2010-ben jelent meg.

## Életrajza
New Yorkban született és nevelkedett. Gyermekként 4 hónapig tolószékbe kényszerült egy gördeszkás baleset után, a mozgáskorlátozottsága miatt érdeklődése a művészetek felé fordult. 15 évesen egy tetoválószalonban gyakornok volt, majd elkezdte tetoválni barátait. Zenei ízléséről azt állítja, hogy sosem volt egy tipikus hiphop-kölyök. Kedvenc együttesei a Snapcase, Earth Crisis, Company Flow és az Arsonists voltak. Gimnazista korában dobolt. Apjával és testvérével alapítottak egy együttest, a "True Life Playas"-t. A gimnáziumban találkozott egy testnevelés óra során Matt McGinleyval, akivel később a Gym Class Heroes-t alapították. Miután leérettségizett a Geneva gimnáziumban, a Munson-Williams-Proctor Arts Institute-ban folytatta tovább tanulmányait, 20 évesen azonban úgy döntött, hogy kilép, mert inkább zenéléssel és tetoválással akar foglalkozni.

## További információ
- Hivatalos oldal
- Travie McCoy a Facebookon
- Travie McCoy az Internet Movie Database-ben (angolul)
- Travie McCoy a Rotten Tomatoeson (angolul)